# Mesnil-en-Arrouaise
Mesnil-en-Arrouaise är en kommun i departementet Somme i regionen Hauts-de-France i norra Frankrike. Kommunen ligger i kantonen Combles som tillhör arrondissementet Péronne. År 2022 hade Mesnil-en-Arrouaise 107 invånare.

## Befolkningsutveckling
Antalet invånare i kommunen Mesnil-en-Arrouaise
| Referens: INSEE |